# Circulació renal

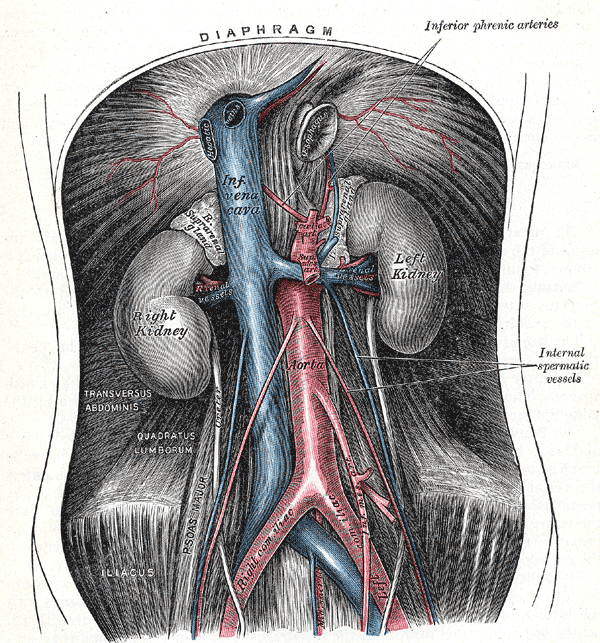
La circulació als ronyons i des dels ronyons.

La circulació renal fa referència als mecanismes encarregats de la irrigació sanguínia dels ronyons. Els dos ronyons reben normalment al voltant del 20% del volum cardíac; és a dir uns 1100-1200 ml/min. L'artèria renal entra en el ronyó a través de l'hili i després es ramifica progressivament fins a formar les artèries interlobars, les artèries arcuades o arciformes, les artèries interl·lobelars (o artèries radials) i les arterioles aferents successivament fins a formar els capil·lars glomerulars. És en aquests capil·lars on comença el procés de formació de l'orina en filtrar-se grans quantitats de soluts i líquid (aproximadament el 10-11% del flux sanguini renal). Els extrems distals dels capil·lars de cada glomèrul coalescent fins a formar l'arteriola eferent, que arriba a la segona xarxa capil·lar de les nefrones (unitats funcionals del ronyó): els capil·lars peritubulars, que envolten als túbuls renals i on té lloc la reabsorció tubular. La circulació renal té la particularitat de comptar amb dos jaços capil·lars, els capil·lars glomerulars i els peritubulars, que estan disposats en sèrie i separats per les arterioles eferents, que ajuden a regular la pressió hidroestàtica en els dos grups de capil·lars. D'aquesta manera a l'ajustar les resistència de les arterioles aferents i eferents, els ronyons poden regular la pressió hidroestàtica en els capil·lars glomerulars i peritubulars, canviant el filtrat glomerular, la reabsorció tubular o ambdues segons calgui.
Les taules de sota constitueixen un esquema molt simplificat de com la resistència de les arterioles regula el filtrat glomerular i la reabsorció tubular, processos que finalment determinaran la producció d'orina.
En funció de la resistència de l'arteriola aferent:
| Resistència arteriolar aferent | Filtració glomerular |
| ------------------------------ | -------------------- |
| Augmenta                       | Disminueix           |
| Disminueix                     | Augmenta             |

Si augmenta la resistència de l'arteriola aferent, disminueix la pressió hidroestàtica glomerular i disminueix el Filtrat Glomerular (FG). Si disminueix la resistència de l'arteriola aferent per una dilatació de l'arteriola aferent, augmenta la pressió hidroestàtica glomerular i augmenta el FG.
En funció de la resistència de l'arteriola eferent:
| Resistència arteriolar eferent           | Filtració glomerular | Reabsorció tubular |
| ---------------------------------------- | -------------------- | ------------------ |
| Augmenta lleugerament                    | Augmenta             | Augmenta           |
| Augmenta molt (3 vegades més del normal) | Disminueix           | Disminueix         |

Si augmenta lleugerament la resistència arteriolar eferent per vasoconstricció, augmenta la pressió hidroestàtica glomerular sense reduir massa el flux sanguini renal i el FG augmenta lleugerament. Si augmenta molt la resistència arteriolar eferent per vasoconstricció, es redueix el flux sanguini renal i disminueix el FG.